# Charles I. de Lalaing

Wappen des Charles I. de Lalaing

Charles I. de Lalaing (* 1466; † 17. Juli 1525 im Schloss Oudenaarde) war ab 1522 Comte de Lalaing. Er war der älteste Sohn von Josse de Lalaing und Bonne de la Viefville.

## Leben
Charles de Lalaing war niederländischer Staatsrat und Kämmerer von Maximilian I., Philipp dem Schönen und Karl V. 1505 wurde er von Philipp in den Orden vom Goldenen Vlies aufgenommen. 1508 wurde er von Karl zum Baron de Lalaing ernannt, der vierzehn Jahre später, 1522, die Baronie zur (spanisch-niederländischen) Grafschaft erhob. Im Dienst der Habsburger war er zudem Gouverneur von Oudenaarde.
Als Kaiser Karl V. im Herbst 1521 Charles Lalaing im Schloss Oudenaarde besuchte, begann er ein kurzes Liebesverhältnis zur Zofe seiner Frau Johanna van der Gheynst. Aus dieser Affäre ging Margarethe von Parma hervor, die ihren Namen nach der Tante des Kaisers, Margarethe von Österreich, erhielt. 
Charles de Lalaing starb am 17. Juli 1525 und wurde in der Zisterzienserinnenabtei Les Prés in Douai bestattet.

## Familie
Er heiratete vor 1504 Jacqueline de Luxembourg († nach 1515), Tochter von Jacques I. de Luxembourg, Seigneur de Fiennes, und Marie de Berlaymont.
Ihre Kinder waren:
- François, † vor 1517
- Jacques, X 1531
- Charles II. de Lalaing, † 1558, 2. Comte de Lalaing
- Philip de Lalaing, † 1555, 2. Comte de Hoogstraaten
- Marguerite, † 1592; ⚭ Erhart von Palant
- Anna, † 1602; ⚭ Joost Burggraf von Montfort

Darüber hinaus hatte Charles noch einen unehelichen Sohn: Philippe, der 1524 bezeugt wurde.